# مؤتمر القمة الاقتصادي الثانية في عمان
مؤتمر القمة الاقتصاديّ الثاني في عمان عقد في أكتوبر عام 1995، بعد سنة واحدة من انعقاد مؤتمر الدار البيضاء وسط شكوك حول جدوى انعقاد المؤتمرات الاقتصاديةّ، في أجواء خلافات عربية ّ– عربية واتهامات متبادلةّ عن (هرولةّ بعض الدول) لتطبيع علاقاتها مع إسرائيل من دون تنسيق مع الدول الأخرى. وتوتر في الخلافات الفلسطينيةّ – الإسرائيليةّ، على أثر اغتيال أمين عام منظمةّ الجهاد الإسلامي الفلسطينيةّ فتحي الشقاقي في مالطةّ، وتأكيد رئيس الوزراء الإسرائيلي على أن القدس* العاصمةّ الموحدةّ (لإسرائيل)، وصدور قرار من الكونجرس الأمريكي، بنقل السفارةّ الأمريكيةّ من تل أبيب* إلى القدس في نهايةّ عام 1999. حصل تراجع في عدد الحضور، إذ شارك في المؤتمر حوالي 2000 ممثل من 63 دولةّ وعرضت مشاريع بقيمةّ 100 مليار دولار. وكان التركيز في المؤتمر على إنشاء الهيكل المؤسسي اللازم لتنفيذ التوصيات التي تم الاتفاق عليها في مؤتمر الدار البيضاء، بعد أن لاحظ المجتمعون في عمان، أنه لم تنفذ أي من تلك التوصيات.
حاول المؤتمر توفير قاعدة واسعة من المعلومات عن المشاريع ذات المنفعة المشتركة، من خلال إيجاد نظام إقليمي قوي في الشرق الأوسط يمر عبر ثلاث مراحل:
-إقامة مشاريع تعاون مشتركة ثنائية ومتعددة الأطراف.
-إشراك مؤسسات دولية في انجاز مشاريع تتطلب استثمارات رأسمالية كبيرة.
-تطبيق سياسة اقتصادية المجموعة الإقليمية تترافق مع إقامة مؤسسات إقليمية رسمية وتطويرها، كبنك التنمية.

## نتائج المؤتمر
من النتائج التي توصل إليها المؤتمر، استمرار مناقشة إنشاء بنك التنمية التي أوصى به مؤتمر الدار البيضاء. ومع أن مؤتمر عمان وافق على أن تكون القاهرة مقر البنك. وأن يكون رأس ماله خمسة مليارات دولار، وأن يكون رأس ماله المدفوع ملياراً ومئتين وخمسين مليون دولار، إلا أنه بقي حبراً على ورق. وكانت الولايات المتحدة و(إسرائيل)، من أكثر المتحمسين لإنشاء البنك، على أساس أن الدول العربية الخليجية سوف تشارك في رأس ماله، وستكون مشاريع التنمية التي سيقوم بها البنك في (إسرائيل)، التي ستحصل على الأموال العربية بطريقة تخدم اقتصادها. كما أن الولايات المتحدة وجدت في بنك التنمية وسيلة تطبيع للعلاقات بين الدول العربية و(إسرائيل). إلا أن الدول العربية الخليجية لم تقتنع بفكرة إنشاء البنك، لوجود العديد من بنوك التنمية العربية التي تقوم بمهمة البنك المقترح في الدول العربية.
ناقش المؤتمر عدة برامج للتعاون في مجالات السياحة والزراعة والنقل والتجارة والمياه، وأهمها كان مشروع تنمية وادي الأردن*، من طبرية* إلى البحر الأحمر*. وكانت معظم المشاريع تقع في المناطق الحدودية للأطراف الداخلية فيها، على أساس أن تلك سوف يمنع نشوب حروب وصراعات بين تلك الدول. وإلى تشكيل مجلس السياحة والسفر للشرق الأوسط والبحر المتوسط. ويكون مقره في تونس، من أجل تسويق المنطقة باعتبارها إقليماً سياحياً، وتطوير قطاع السياحة في دول الشرق الأوسط، وإلى تحديث مطاري العقبة ورأس النقب بسيناء ليكونا مطارين دوليين، وتنفيذ مشروع لنقل الغاز الطبيعي من قطر لإسرائيل. وشكل المؤتمر مجموعة عمل تطوير الاقتصاد الإقليمي، يكون مقرها عمان من أجل تطوير البنية التحتية في دول المنطقة وإيجاد المناخ المناسب للمشاريع المشاركة.
انتهى مؤتمر عمان الاقتصادي، دون التوصل إلى نتائج كبيرة إلا أن (إسرائيل) كانت المستفيدة الرئيسية من المشاركة في المؤتمر، فقد نجحت في تطبيع علاقاتها مع بعض الدول العربية، وفي إيجاد علاقات بين رجال الأعمال العرب و(الإسرائيليين).

## النص البيان الختامي لقمة عمان
1-بدعوة كريمة من صاحب الجلالة الملك عبد الله الثاني بن الحسين المعظم، ملك المملكة الأردنية الهاشمية، وتنفيذا لقرار مؤتمر القمة العربية غير العادي المنعقد في القاهرة بتاريخ 21 و22 من شهر أكتوبر/ تشرين الأول لعام 2000م بعقد مجلس جامعة الدول العربية على مستوى القمة بصفة منتظمة في دورة عادية مرة كل عام في شهر مارس/ آذار اعتبارا من عام 2001م، انعقد المجلس على مستوى القمة في مدينة عمان، عاصمة المملكة الأردنية الهاشمية يومي 27 و28 من شهر مارس/ آذار لعام 2001.
2- يعرب القادة عن تقديرهم البالغ للمملكة الأردنية الهاشمية لما وفرته من رعاية وعناية وإعداد رصين لهذه القمة، وللمعاني العميقة التي تضمنها الخطاب الافتتاحي الذي ألقاه جلالة الملك عبدالله الثاني بن الحسين المعظم رئيس المؤتمر وقرروا اعتباره وثيقة رسمية من وثائق المؤتمر.
3 –  كما يعرب القادة عن شكرهم البالغ لفخامة الرئيس محمد حسني مبارك رئيس جمهورية مصر العربية على جهوده القيمة التي بذلها خلال ترؤسه للقمة غير العادية الأخيرة.
4 – يعتبر القادة أن اجتماعهم اليوم في عمان في أول مؤتمر دوري منتظم يشكل انطلاقة جديدة في مسيرة العمل العربي المشترك تمكن من اتخاذ القرارات والمبادرات التي يتطلبها الوضع العربي، ومعالجة القضايا الحيوية للأمة، ووفق هذا المنظور أجمع القادة على أن استعادة التضامن العربي يشكل الدعامة الأساسية، والعروة الوثقى، ومصدر قوة الأمة لصيانة أمنها، ودرء الأخطار عنها وتجسيد آمال وطموحات أبنائها بالتكامل والتضامن، كما يشكل هذا المؤتمر حدثا بارزا ومناسبة لتجديد العهد بالالتزام بالثوابت والمرتكزات التي يقوم عليها العمل العربي المشترك، واحترام الضوابط التي تحكم العلاقات العربية- العربية وتصون المصالح الحيوية للدول العربية في إطار تحقيق الوفاق العربي والأمن القومي.
5- استنادا إلى ميثاق جامعة الدول العربية وأهدافه، وفي جو من التفاهم والإخاء والصراحة تدارس القادة حال الأمة، والتحديات التي تواجهها، والأوضاع في المنطقة وأجروا تقويما شاملا للظروف الإقليمية والدولية، واضعين نصب أعينهم تعزيز التضامن العربي وتفعيل مؤسسات العمل العربي المشترك، والدفاع عن مصالح الأمة وحقوقها وصيانة الأمن القومي العربي.
6 – في هذا السياق تدارس القادة الوضع الخطير الذي يعيشه الشعب الفلسطيني جراء العدوان الواسع النطاق الذي تشنه قوات الاحتلال الإسرائيلية ضد الفلسطينيين مستخدمة مختلف أساليب القمع وأنواع الأسلحة، بما فيها المحرمة دوليا إلى جانب أحكام الحصار الاقتصادي ومواصلة السياسة الاستيطانية والاغتيالات وهدم المنازل وتدمير البيئة، وذلك في انتهاك صارخ للاتفاقات والاستحقاقات وخرق واضح لقواعد القانون الدولي وللأعراف والمواثيق الدولية.
موسوعة فلسطين 